# Uddevalla garnison
Uddevalla garnison var en garnison inom svenska Försvarsmakten som verkade i olika former åren 1913–1992. Garnisonen låg på Kvarnberget i Uddevalla, i nära anslutning till riksväg 44.

## Historik
År 1834 förlade Bohusläns regemente sin expedition till Uddevalla; dock var regementets mötes- och övningsplats alltjämt Backamo. Expeditionen kom att husera på adresserna Kungsgatan 1, Asplundsgatan 42, Södra Drottningsgatan 11, Samneröd och Lagerbergsgatan. År 1914 stod kasernetablissemanget på Kvarnberget färdigt och därmed samlades verksamheten där. Från 1950-talet grupperade marinen och flygvapnet enheter till regionen. Som en följd av försvarsutredning 1988 kom all verksamhet vid kasernetablissemanget i Uddevalla att avvecklas och försäljas till Uddevalla kommun.

## Garnisonsdelar

### Backamo
Backamo var en mötes- och lägerplats för krigsmakten belägen i Grinneröds distrikt, cirka 30 kilometer söder om Uddevalla. Åren 1724–1913 var platsen övningsplats för Bohusläns regemente. År 1945 fick Backamo en ny roll som interneringsläger för tyska soldater. Efter kriget kom platsen att användas som övnings- och förläggningsplats för repetitionsförband. I samband med att Bohusläns regemente skulle avvecklas och upplösas, så fanns det förslag inom försvaret att riva och återställa området. Dock såldes lägerområdet till Uddevalla kommun, som sedan via ett arrendeavtal upplät området till Stiftelsen Backamo Lägerplats.

### Gullmarsbasen
Gullmarsbasen är en marinbas tillhörande svenska marinen i Gullmarsfjorden i Skredsvik. Under andra världskriget fanns det planer på att anlägga en marinbas i Skredsvik. Dock kom planerna inte att realiseras förrän under 1950-talet. År 1950 tillsattes en utredningskommitté inom Västkustens marindistrikt (MDV), i syfte med att utreda flottans bas- och underhållstjänst på Västkusten. I sin utredning kom kommittén fram till att Gullmarsfjorden var den lämpligaste platsen. I juli 1951 prövades frågan om markförvärv i Gullmarsfjorden, och från den 1 oktober 1952 hyrdes hemmanet Ramdalen. Detta följdes av att staten köpte området i augusti 1953 för 100 000 kronor.
Den 1 januari 1953 övertog Marinen de byggnader som fanns och anpassade dem för egna ändamål. Bland annat byggdes "Stora Villan" om till militärrestaurang, och vidare byggdes marinbasen ut med förläggningsbaracker, mässar, marketenteri, riktarhall, signalskola och skjutbanor. I samband med att 12. helikopterdivisionen omlokaliserades till Säve depå, kom ett antal barackbyggnader 1969 att flyttas till Gullmarsbasen från Torslanda flygfält. Den hamn som byggdes kom att utgöras åren 1956–1984 av en flytande pontonkaj gjord av skrovet av HMS Manligheten. Då HMS Manligheten förkortades "MA" kom pontonkajen kallas för "Emma".
Under 1950-talet köpte staten mer mark runt marinbasen. Bland annat inköptes Cederslunds herrgård. Marinen ville anpassa skyddet mot kärnvapen, samt hade planer på att bygga en liknande marinbas som Musköbasen på Västkusten. Dock kom aldrig några fartygstunnlar att anläggas, och av de ursprungliga planerna kom endast skyddsrum, min- och torpedförråd samt en verkstadstunnel anläggas insprängda i berget.
Den 5 september 2019 överlämnade chefen för Marinbasen, kommendör Håkan Nilsson, garnisonsansvaret för Gullmarsbasen till chefen för Försvarsmedicincentrum överste Peter Fredriksson. Bakgrund och anledning var att det närmsta förbandet ska ha ansvar för skjutfält och garnisonsansvar för förband på det geografiska närområdet.

### Kvarnberget
Genom 1901 års härordning fastställdes att tillgång till trupp skulle regleras genom allmän värnplikt, och detta resulterade bland annat i att infanteriregementena utökades med en bataljon och kom att omfatta tre infanteribataljoner. I härordningen beslutades även att samtliga regementen skulle förläggas till nyuppförda kasernetablissemang knutna till och uppförda i städer, jämfört mot mötesplatserna som låg på hedar utanför städerna.
Gällande förläggning av Bohusläns regemente uppstod det en debatt om platsen för regementets förläggning. Förutom Uddevalla var Göteborg även tilltänkt som förläggningsort, men Uddevalla stod till slut stod som segrare. I Uddevalla fanns det planer på att förlägga kasernbyggnaderna på Herrestadsslätten, men till sist blev det Kvarnberget vid Bäveån mittemot Fossum. Flytten från Backamo till de nya kasernerna högtidlighölls genom en ceremoni den 27 september 1913. Den 14 oktober 1913 flyttade regementet in i det nya kasernetablissemanget, vilket bestod av ett kanslihus, tre bataljonskaserner, kök och matsal, gymnastikhall, förrådsbyggnader, stall, sjukhus och bostäder för underofficerare. Etablissemanget var ritat av arkitekten Victor Bodin som utgick från 1901 års häradsordnings byggnadsprogram efter Kasernbyggnadsnämndens första typritningsserie. Totalt uppfördes ett 80-tal byggnader inom området.
Under 1970-talet uppfördes en ny militärrestaurang, vilken har en utformning som en Nautilussnäcka. Efter att regementet avvecklades kom kasernetablissemanget att utvecklas till en företagsby, där bland annat Bohusläns försvarsmuseum I 17 finns. Försvarsområdesgruppen Bohusgruppen lokaliserades från 1992 till Skredsvik, i syfte att stödja och utbilda frivilligverksamheten i Bohuslän.

### Munkedalsbergen
Munkedalsbergen var en ledningsanläggning i Munkedal och tillhörande marinen. Anläggningarna byggdes i mitten av 1950-talet, stod klara för inflyttning 1958 och inhyste främst krigsstabsplatsen för Västkustens örlogsbas och Älvsborg radio. I anläggningen fanns fram till 1974 en luftförsvarsgruppcentral (LGC), tillhörande luftförsvarssektor W2, då den flyttades till Luftförsvarsgruppcentral Strutsen (W23) i Trollhättan. År 1981 sammanslogs Västkustens örlogsbas med Älvsborgs kustartilleriregemente och samgrupperades i luftförsvarscentralen "Svalan" i Västerberget i Mölndal.
Kvar i anläggningen fanns då Älvsborg radio och 12. kustartillerigruppen (KAG 12) med stabsbatteri. 12. kustartillerigruppen hade i uppgift att försvara Bohusläns kust norr om Stenungsunds och Tjörns kommuner men kom att upplösas 1988. Älvsborg radio var tillsammans med anläggningen igång dygnet runt tills 1987 och fungerade som sambandslänk mellan kustflottans fartyg och radiotrafik till svenska förband i FN-tjänst. I september 1987 flyttades Älvsborg radio till stabsbyggnaden vid Käringberget i Göteborg.
Genom försvarsbeslutet 2000 kom anläggningen att avvecklas och plomberas. Det såldes 2004.

### Sågebackens skjutfält
Sågebackens skjutfält är ett militärt skjutfält beläget cirka 5 km norr om Uddevalla. Under 1970-talet blev Bohusläns regemente i behov av ny pansarvärnsskjutbana, då den dåvarande pansarvärnsskjutbanan på Bulid ansågs ligga för nära centralortens bebyggelse. En ny pansarvärnsskjutbana var av stor vikt, då regementet utbildade just uppträdande och strid mot pansarförband, där skarpskjutning med främst pansarvärnsvapen var en viktig del av den grund- och repetitionsutbildning av värnpliktiga som Bohusläns regemente för vid sina två infanteribrigader.
Försvarsutskottet och regeringen pekade ut Sågebackenområdet, beläget cirka en mil från regementets kasernetablissemang. Den ansågs vara väl lämpad för en pansarvärnsskjutbana om cirka 800 x 200 meter, vilket med riskområde utgjorde cirka 1 500 hektar. År 1974 beslutade riksdagen om att köpa den mark som kom att utgöra Sågebackens skjutfält. Skjutfältet fick sitt första miljötillstånd den 8 november 1985 och kom tillsammans med Bulids skjutfält att utgöra övnings- och skjutfält till Bohusläns regemente.
Efter att Bohusläns regemente avvecklats kom skjutfältet att användas av övriga förband ur Försvarsmakten i Västsverige. Bland annat användes den av Älvsborgs amfibieregemente (Amf 4) och Bohusdalgruppen. Sedan 2020 inkluderas även Bulids skjutfält i Sågebackens skjutfält. Den 13 april 2021 invigdes en ny skjutbana med skjutavstånd på mellan 30 och 300 meter på skjutfältet.

### Minnesstenar och minnesmärken
| Bild | Minnessten                                                                       | Koordinater                                                                               | Kort beskrivning |
| ---- | -------------------------------------------------------------------------------- | ----------------------------------------------------------------------------------------- | --- |
|      | Minnesmärke över Bohusläns regementes 300-årsjubileum.                           | 58°20′54″N 11°57′33″Ö / 58.34833°N 11.95917°Ö                                             | Minnesmärket står i Regementsparken. Minnesmärke av granit avtäckt 26 augusti 1961 av dåvarande arméchefen T Bonde. Text mellan stiliserade soldatbilder: "Denna sten är rest till trehundraårsminnet av Lungl. Bohusläns regemente". På frånsidan en bild av regementets heraldiska vapen.                                                                                  |
|      | Minnestavla skänkt av kamratföreningen vid Bohusläns regementes 300-årsjubileum. | 58°20′52″N 11°57′24″Ö / 58.34778°N 11.95667°Ö                                             | Minnestavlan sitter på södra gaveln av Bohusläns regementes norra kasernbyggnad. Minnestavlan avtäcktes den 26 augusti 1961 av förre regementschefen överste Sven Öberg. Text: I 17 300 år - Regementets kamratförening - Lokalavdelningarna i Göteborg, Uddevalla, Inlands södre, Inlands nordre, Orust, Foss, Dingleorden, Stångenäset, Stockholm, Strömstad - 19 26/8 61. |
|      | Bohusläns regemente                                                              | Enligt kommunledningen skulle tavlan sättas upp ”på en för allmänheten väl synlig plats”. | Minnestavla skänkt av kommunen vid Bohusläns regementes 300-årsjubileum i Uddevalla. Minnestavla av svartbränd keramik där bohuskavalleristen från gången tid och I 17-soldaten från idag flankerar Uddevallas stadsvapen. |
|      | Minnesmärke över Bohusläns regemente i Uddevalla.                                | 58°20′52.83″N 11°57′25.56″Ö / 58.3480083°N 11.9571000°Ö                                   | Minnessten av röd granit avtäckt i samband med regementets nedläggning den 30 juni 1992. Text under regementets heraldiska vapen: 20.7 1881–30.6 1992 - Här utbildades krigsmän 1913–1992. Bohuslänningar reste stenen. Test på frånsidan: Lund (1676), Landskrona (1677), Helsingborg (1710), Gadebusch (1712), Svensksund (1790).                                          |
|      | Minnesmärke över Bohusläns regementes lägerplats Backamo.                        | 58°10′53.27″N 11°58′59.05″Ö / 58.1814639°N 11.9830694°Ö                                   | Minnessten av bohusgranit avtäcktes den 27 september 1913 i samband med regementets flyttning till Uddevalla. Text: Backamo Kungl. Bohusläns reg:tes öfningsplats 1724–1913. |
|      | Minnesmärke över Bohusläns regementes lägerplats Backamos officersmäss.          | 58°11′03″N 11°59′58″Ö / 58.18417°N 11.99944°Ö                                             | Minnessten av bohusgranit över officersmäss. Officersmässen flyttades 1916 till Restenässkolan. På stenens sockel en mindre skylt av metall påminnande om konung Carl XVI Gustafs besök på Backamo år 2002. Text: Kungl Bohusläns reg:tes officerspaviljong 1883–1913. |
|      | Minnesmärke över konung Carl XVI Gustafs besök på Backamo år 2002.               | 58°11′03″N 11°59′58″Ö / 58.18417°N 11.99944°Ö                                             | Mindre skylt av metall påminnande om konung Carl XVI Gustafs besök på Backamo år 2002. Text på skylt: Konung Carl XVI Gustaf besökte Backamo den 17 augusti 2002. |
|      | Minnesmärke över Bohusläns regementes lägerplats Backamos underofficersmäss.     | 58°10′56.09″N 11°59′19.35″Ö / 58.1822472°N 11.9887083°Ö                                   | Minnessten av röd bohusgranit restes midsommardagen 1929. Text: Platsen för Kungl. Bohusläns reg:tes und:officers corps salong 1883–1913. Stenen restes midsommar-dagen år 1929. |